# Camilo Ugo Carabelli
Camilo Ugo Carabelli (ur. 17 czerwca 1999 w Buenos Aires) – argentyński tenisista.

## Kariera tenisowa
W 2022 roku zadebiutował w imprezie Wielkiego Szlema podczas turnieju French Open po przejściu kwalifikacji.
Zwycięzca dwóch turniejów ATP Challenger Tour w grze pojedynczej.
Najwyżej sklasyfikowany był na 96. miejscu w singlu (15 sierpnia 2022) oraz na 232. w deblu (21 marca 2022).

### Zwycięstwa w turniejach ATP Challenger Tour

#### Gra pojedyncza
| Końcowy wynik | Nr | Data             | Turniej  | Nawierzchnia | Przeciwnik       | Wynik finału |
| ------------- | -- | ---------------- | -------- | ------------ | ---------------- | ------------ |
| Zwycięzca     | 1. | 29 sierpnia 2021 | Warszawa | Ceglana      | Nino Serdarušić  | 6:4, 6:2     |
| Zwycięzca     | 2. | 1 maja 2022      | Tigre    | Ceglana      | Andrea Collarini | 7:5, 6:2     |